# Daniel Kipchirchir Komen
Daniel Kipchirchir Komen (27 novembre 1984) è un ex mezzofondista e maratoneta keniota.

## Palmarès
| Anno | Manifestazione    | Sede     | Evento       | Risultato  | Prestazione | Note |
| ---- | ----------------- | -------- | ------------ | ---------- | ----------- | ---- |
| 2003 | Africani juniores | Garoua   | 5000 m piani | Argento    | 13'49"20    |      |
| 2006 | Mondiali indoor   | Mosca    | 1500 m piani | Argento    | 3'42"55     |      |
| 2007 | Mondiali          | Osaka    | 1500 m piani | Semifinale | 4'02"95     |      |
| 2008 | Mondiali indoor   | Valencia | 1500 m piani | Argento    | 3'38"54     |      |
| 2011 | Mondiali          | Taegu    | 1500 m piani | Semifinale | 3'37"58     |      |

## Campionati nazionali
2011
- Bronzo ai campionati kenioti, 1500 m piani - 3'32"47

## Altre competizioni internazionali
2005
- 5º alla World Athletics Final ( Monaco), 1500 m piani - 3'33"72

2006
- 10º alla World Athletics Final ( Stoccarda), 1500 m piani - 3'34"77

2008
- Argento all'ISTAF Berlin ( Berlino), 1500 m piani - 3'31"91

2014
- Bronzo alla Maratona di La Rochelle ( La Rochelle) - 2h14'50"
- 8º alla City Pier City Loop ( L'Aia) - 1h02'47"

2015
- 4º alla Chongqing Marathon ( Chongqing) - 2h14'20"